# (1429) Pemba
(1429) Pemba – planetoida z pasa głównego asteroid okrążająca Słońce w ciągu 4 lat i 31 dni w średniej odległości 2,55 au. Została odkryta 2 lipca 1937 roku w Union Observatory w Johannesburgu przez Cyrila Jacksona. Nazwa planetoidy pochodzi od wyspy Pemba leżącej na wschodnim wybrzeżu Afryki. Przed nadaniem nazwy planetoida nosiła oznaczenie tymczasowe (1429) 1937 NH.